# Cosmic Origins Spectrograph

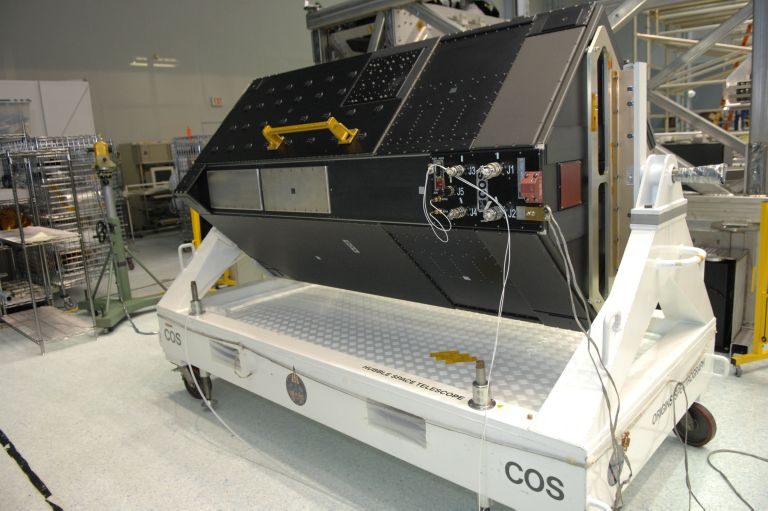
Космічний спектрограф Cosmic Origins в Центрі космічних польотів імені Ґоддарда

Cosmic Origins Spectrograph (COS) — це науковий прилад, який був встановлений на космічному телескоп Габбл під час Місії обслуговування 4 (STS-125) в травні 2009 року. COS призначений для ультрафіолетової спектроскопії в діапазоні 90–320 нм, що дозволяє досліджувати слабкі точкові джерела з роздільною здатністю від ≈1,550 до 24,000. Основні наукові цілі COS включають вивчення походження великомасштабної структури у Всесвіті, формування та еволюцію галактик, а також походження зоряних і планетарних систем та холодного міжзоряного середовища. Цей прилад розроблений та побудований Центром астрофізики та космічної астрономії (CASA-ARL) при Університеті Колорадо в Боулдері у співпраці з компанією Ball Aerospace and Technologies Corporation, розташованою в тому ж місті, в Колорадо. Cosmic Origins Spectrograph був встановлений в осьовому відсіку приладів космічного телескопа Габбл, який раніше займав прилад COSTAR. Цей прилад був розроблений для доповнення функцій Спектрографа космічного телескопа для зображень (STIS), який був відремонтований під час тієї ж місії. Хоча STIS охоплює ширший діапазон довжин хвиль, COS є набагато чутливішим в ультрафіолетовому діапазоні, що дозволяє отримувати більш точні дані для досліджень об'єктів, що випромінюють ультрафіолетове світло.

## Огляд інструмента

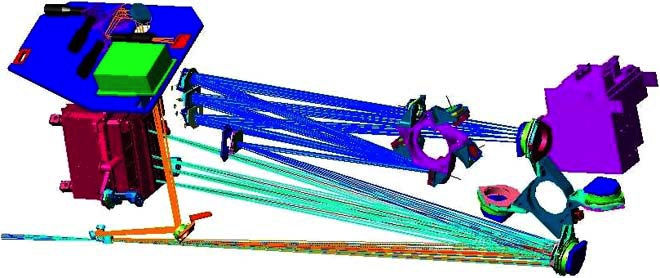
Оптична схема COS

Космічний спектрограф Cosmic Origins (COS) — це високочутливий ультрафіолетовий спектрограф, розроблений для дослідження астрономічних об'єктів, таких як зорі та квазари. Він забезпечує спектральний аналіз у середньому діапазоні роздільної здатності, що дозволяє отримувати детальну інформацію про хімічний склад, температуру та динамічні характеристики космічних структур. Інструмент має два основних канали: далекий ультрафіолет (FUV), який охоплює довжини хвиль від 90 до 205 нм, та ближній ультрафіолет (NUV) з діапазоном 170–320 нм. Канал FUV використовує одну з трьох дифракційних ґраток, а NUV — одну з чотирьох, що дозволяє отримувати спектри з різною роздільною здатністю. Крім того, спектрограф має вузькокутовий режим зображення в діапазоні NUV, який застосовується для точного наведення на об’єкти спостереження. Це підвищує ефективність роботи приладу, особливо під час аналізу далеких галактик та міжзоряного середовища.
| Ґратка (Канал)         | Приблизний робочий діапазон довжин хвиль | Роздільна здатність (λ/Δλ) |
| ---------------------- | ---------------------------------------- | -------------------------- |
| G130M (FUV)            | 90–145 нм                                | 16,000–21,000              |
| G160M (FUV)            | 141–178 нм                               | 16,000–21,000              |
| G140L (FUV)            | <90–205 нм                               | 1,500–4,000                |
| G185M (NUV)            | 170–210 нм                               | 22,000–28,000              |
| G225M (NUV)            | 210–250 нм                               | 28,000–38,000              |
| G285M (NUV)            | 250–320 нм                               | 30,000–41,000              |
| G230L (NUV)            | 170–320 нм                               | 2,100–3,900                |
| TA1(система наведення) | 170–320 нм                               | ~0.05 кутової секунди      |

Світлочутливі детектори спектрографа COS працюють за допомогою мікроканальних пластин — тонких пластин, що складаються з тисяч мініатюрних вигнутих скляних трубочок, які розташовані паралельно одна одній. Коли фотони потрапляють у ці трубочки, вони викликають «дощ» електронів, що вивільняються зі стінок трубочок. Ці електрони прискорюються, фіксуються електронікою та підраховуються, що дозволяє отримати спектр світла від спостережуваного об'єкта. Ключова перевага COS полягає у його високій ефективності у зборі світла. Оскільки ультрафіолетове світло чутливе до втрат при відбитті від дзеркал та інших оптичних елементів, кожне додаткове відбиття зменшує кількість світла, що доходить до детектора. COS спроєктований так, щоб мінімізувати ці втрати. У каналі далекого ультрафіолету (FUV) світло відбивається лише один раз — від спеціальної дифракційної решітки, після чого воно одразу потрапляє на детектор. Це значно зменшує кількість розсіяного світла, що дозволяє отримати більш точні вимірювання.

## Наукові відкриття за допомогою COS
Спостереження, проведені за допомогою спектрографа COS, дозволили зробити низку важливих відкриттів у галузі астрофізики. Одним із найцікавіших результатів стало підтвердження існування гарячої екзопланети HD 209458b, атмосфера якої випаровується через надзвичайно близьке розташування до зорі. Через потужні зоряні вітри випарувана матерія розтягується в довгий хвіст, схожий на кометний.
Ще одне відкриття стосується білих карликів — залишків зір, які вичерпали своє термоядерне паливо. COS допоміг виявити уламки планет навколо білого карлика GD 61, які містять значну кількість води. Це свідчить про те, що колись там могли існувати тверді планети з великими запасами води. Аналіз хімічного складу цих уламків підтвердив, що подібні планети могли формуватися й навколо інших зір, а отже, цей процес є типовим для Всесвіту. Це дослідження також дає уявлення про майбутнє нашої Сонячної системи, коли через 5 мільярдів років Сонце перетвориться на білого карлика.
COS також допоміг астрономам вивчити період нагрівання міжгалактичного середовища, що стався 11 мільярдів років тому. У цей час активні галактики, квазари, випромінювали потужне ультрафіолетове випромінювання, яке іонізувало та розігрівало міжгалактичний гелій. Внаслідок цього процесу карликові галактики не могли формувати нові зорі приблизно 500 мільйонів років. COS допоміг з'ясувати, як галактики використовують газ для народження нових зір. Він дослідив газ у гало Чумацького Шляху та 40 інших галактик і показав, що вони безперервно переробляють величезні обсяги водню та важких елементів.